# 徳島工業短期大学
徳島工業短期大学（とくしまこうぎょうたんきだいがく、英語: Tokushima College of Technology）は、徳島県板野郡板野町にある私立短期大学。1943年に各種学校である徳島工科学校として創立し、1973年に短期大学を設置した。
大学の愛称はT-COT(ティーコット)。

## 概観

### 大学全体
- 徳島県板野郡板野町に所在する[注 1]日本の私立短期大学で、設置主体は学校法人徳島城南学園[3]。
- 1973年に近藤安次郎によって開学。現在は開学当初からの1学科と2000年度に初めて設置された専攻科からなる。
- 私大バブル闌の1991年には定員増があったが、2000年度以降は減員され、現在は開学当初と同じ定員に戻っている。

### 建学の精神（校訓・理念・学是）
- 徳島工業短期大学における建学の精神は「人づくり」となっている。

### 教育および研究
- 徳島工業短期大学は四国で唯一、自動車整備士を養成する学科をもつ短大となっている。

### 学風および特色
- 徳島工業短期大学は「人づくり」を建学の精神としている。
- 1年生全員対象に国内研修旅行実施している。
- 徳島県をはじめとした四国地方のみならず、中国地方（主に岡山県）、近畿地方出身者も少なくはなく、近年では沖縄県出身者も少なからずいる。
- 男子学生の方が多いが、女子学生もほぼ毎年数名の入学者がある。
- 中国やベトナム、マレーシアなど東南アジアからの留学生を受け入れている。

## 沿革
当校の沿革は以下の通り
- 1943年 各種学校としての徳島工科学校が設立される。
- 1951年 学校法人徳島城南工業高等学校に組織変更。
- 1963年 自動車科を設置。
- 1973年
  - 3月28日 左記を以て文部省[注 3]より短期大学の設置が認可される[2]。
  - 4月1日 徳島工業短期大学が以下の学科体制にて開学する。
    - 自動車工業学科 入学定員80名

  - 5月1日 学生数[1]/定員[6]
    - 自動車工業学科 8[注釈 1]/80
- 1975年
  - 4月1日 自動車工業学科にはじめて女子学生が入学する[注 4]
- 1977年
  - 4月1日 キャンパスを現在地に移転する[4]。
- 1991年
  - 4月1日 自動車工業学科の入学定員を80[8]→140[9]に増員[10]。
  - 5月1日 学生数[11]/定員
    - 自動車工業学科 317[注 5]/220
- 1992年
  - 5月1日 学生数[12]/定員
    - 自動車工業学科 334[注 6]/280
- 1999年
  - 5月1日 学生数[13]/定員
    - 自動車工業学科 204[注 7]/280
- 2000年
  - 4月1日 専攻科に以下の課程を置く[14]。
    - 車体整備工学専攻[注 8] 入学定員10名

  - 同 自動車工業科の入学定員を140→110に減員[15]。
- 2005年
  - 4月1日 車体整備工学専攻の入学定員を10→20に増員[16]。
- 2009年
  - 4月1日 専攻科に以下の課程を新設する[17]。
    - 自動車工学専攻[注 9] 入学定員5名
- 2010年
  - 4月1日 自動車工業科の入学定員を110→80に減員[18]。
- 2021年
  - 4月1日 車体整備専攻の学生募集を最終とする[注 10]。
- 2023年
  - 5月1日 学生数[19]/定員
    - 自動車工業学科 100[注 11]/160

## 基礎データ

### 所在地
- 徳島県板野郡板野町犬伏字蓮花谷100

### 交通アクセス
- JR高徳線板野駅が最寄りとなっている。同駅付近からバスあるが便数は少ない。タクシーで約5分、徒歩で約25分かかる。自家用自動車を利用する学生も多い。

### 象徴
- 徳島工業短期大学のカレッジマークは右記の資料を参照[4]。

## 教育および研究

### 組織

#### 学科
- 自動車工業学科 入学定員80名[19]

#### 専攻科
- 自動車工学専攻 入学定員5名[注 12]

#### 別科
- なし

##### 取得資格について
- 二級自動車整備士受験資格が自動車工業学科にて取得できる。なお、2009年度より一級の受験資格が得られる専攻科が誕生。
- 専攻科車体整備専攻では車体整備士受験資格が得られる。

### 研究
- 徳島工業短期大学『徳島工業短期大学紀要』[20]

## 学生生活

### 部活動・クラブ活動・サークル活動
徳島工業短期大学では、自動車部が活発である。
- 自動車部
- e-モータースポーツ部
- 卓球部
- ツーリング部
- 軽音楽部
- スキー部
- ゴルフ部
- サッカー部
- 釣り部

### スポーツ
- 四国地区大学総合体育大会へ参加している。

## 大学関係者と組織

### 大学関係者一覧
- 徳島工業短期大学の人物一覧

## 施設

### キャンパス
- 本館
- 電気、総合整備実習室
- 検査、電装、電気自動車、大型実習室
- エンジン、シャシ、溶接実習室
- 走行性能実験室
- 自動変速機、ロータリー実習室
- 電装実習室
- 車体整備実習室
- 自動車工学実習室
- 体育館
- 学生会館
- 運動場
- 学生駐車場
- ダートトライアルコース
- 学生寮
- 本館玄関前にペスタロッチのレリーフがある。

### 備考
- 学生会館と学生寮は同じ棟にあり、学生会館2階・3階が学生寮となっている。

## 対外関係

### 他大学との協定
- 中国
  - 大連職業技術学院
  - 上海市商工外国語学校

## 社会との関わり
- 「四国EVラリー」に参加している。2002年度より11年連続の優勝を成し遂げている。
- 公開講座を催している。

## 卒業後の進路について

### 編入学・進学実績
- これまでの実績では、徳島大学・香川大学・千葉工業大学・帝京平成大学・福井工業大学・名古屋産業大学・大阪産業大学・比治山大学・徳島文理大学・高松大学・高知工科大学・長崎大学・長崎総合科学大学などがある。